# Neues Schauspielhaus

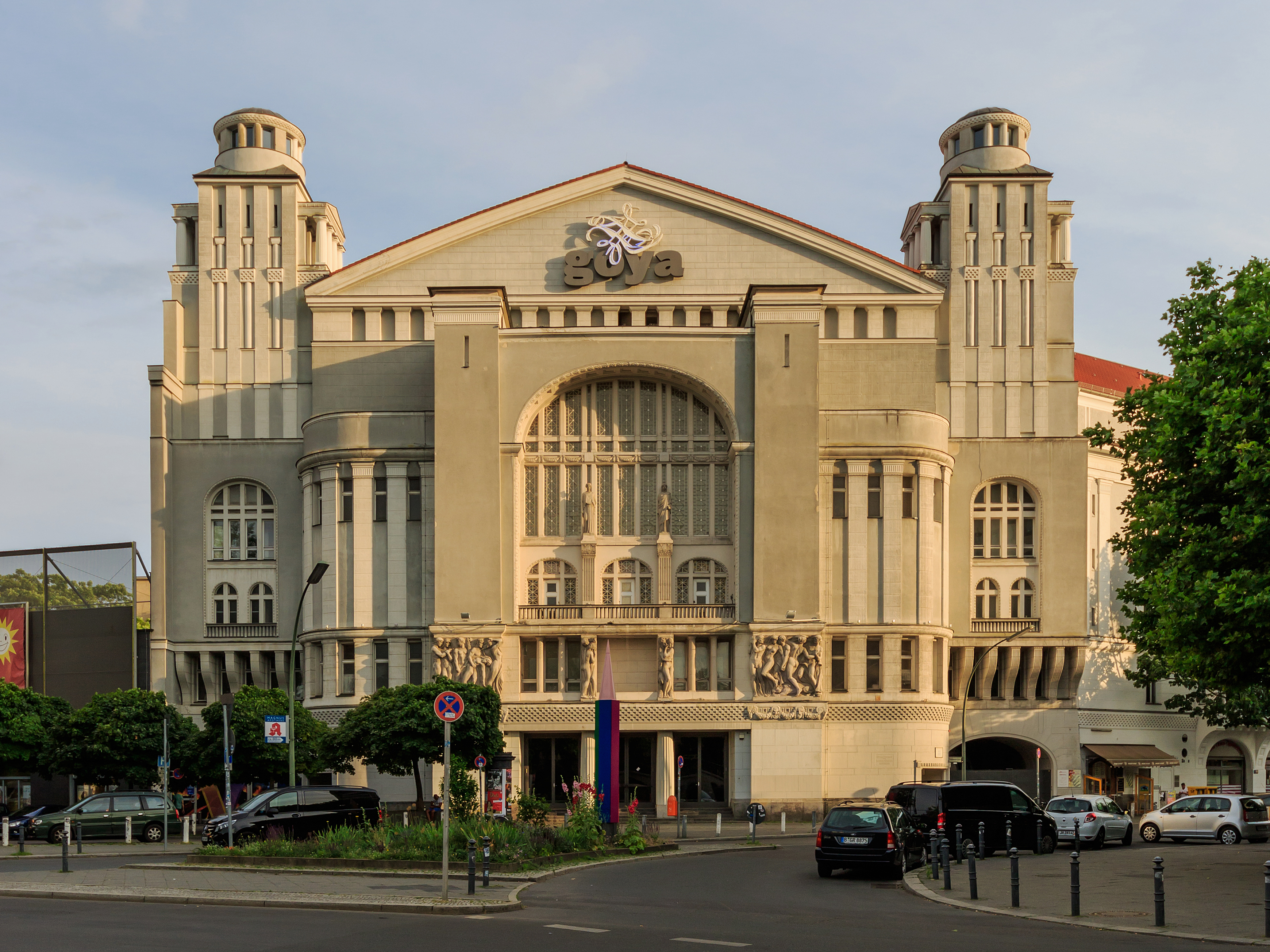
Façade du Neues Schauspielhaus en 2017.

Le Neues Schauspielhaus (Nouveau Théâtre) sur la Nollendorfplatz dans le district Schöneberg de Berlin a été construit en 1905 dans le style Art nouveau alors à la mode, pour être utilisé comme théâtre et salle de concert. En 1911 il a aussi accueilli un cinéma.
À partir du début de la Première Guerre mondiale, le théâtre s'est dédié aux représentations d'opérettes. En 1927, Erwin Piscator et Tilla Durieux ont ouvert leur Theater am Nollendorfplatz dans le bâtiment. Piscator a créé des pièces alors critiquées de dramaturges tels que Ernst Toller et Walter Mehring, avec des artistes comme Bertolt Brecht, George Grosz et John Heartfield qui travaillaient à cette époque avec lui. Piscator a émigré en 1931 après la prise de pouvoir nazie[pas clair], et la maison est redevenue un théâtre d'opérettes sous la direction de Paulsen Harald.
L'auditorium a été détruit pendant la Seconde Guerre mondiale, mais la façade ainsi que le cinéma ont survécu. En 1951, l'ensemble a été renommé Metropol. À partir de 1977, il a été utilisé comme discothèque et est devenu un fameux club de musique de Berlin Ouest pendant l'âge d'or des années 1980, fréquenté par des groupes tels que Depeche Mode, The Cross, The Human League ou Front 242. Pendant un court moment en 2000, il a été loué par le KitKatClub et en 2005 l'architecte Hans Kollhoff a remodelé l'intérieur pour en faire un night club, le Goya.